# Courbillac
Courbillac ist eine französische Gemeinde mit 729 Einwohnern (Stand 1. Januar 2022) im Département Charente in der Region Nouvelle-Aquitaine (vor 2016 Poitou-Charentes); sie gehört zum Arrondissement Cognac und zum Kanton Val de Nouère. Die Einwohner werden Courbillacois genannt.

## Geographie
Courbillac liegt etwa fünfzehn Kilometer nordöstlich von Cognac. Umgeben wird Courbillac von den Nachbargemeinden Macqueville im Nordwesten und Norden, Neuvicq-le-Château im Norden und Nordosten, Mareuil im Osten, Sigogne im Südosten und Süden sowie Houlette im Südwesten und Westen.

## Bevölkerungsentwicklung
| Jahr                       | 1962 | 1968 | 1975 | 1982 | 1990 | 1999 | 2011 | 2019 |
| Einwohner                  | 411  | 400  | 426  | 456  | 473  | 502  | 685  | 763  |
| Quellen: Cassini und INSEE |      |      |      |      |      |      |      |      |

## Sehenswürdigkeiten
- Kirche Notre-Dame in Herpes
- Kirche Saint-Aubin in Courbillac

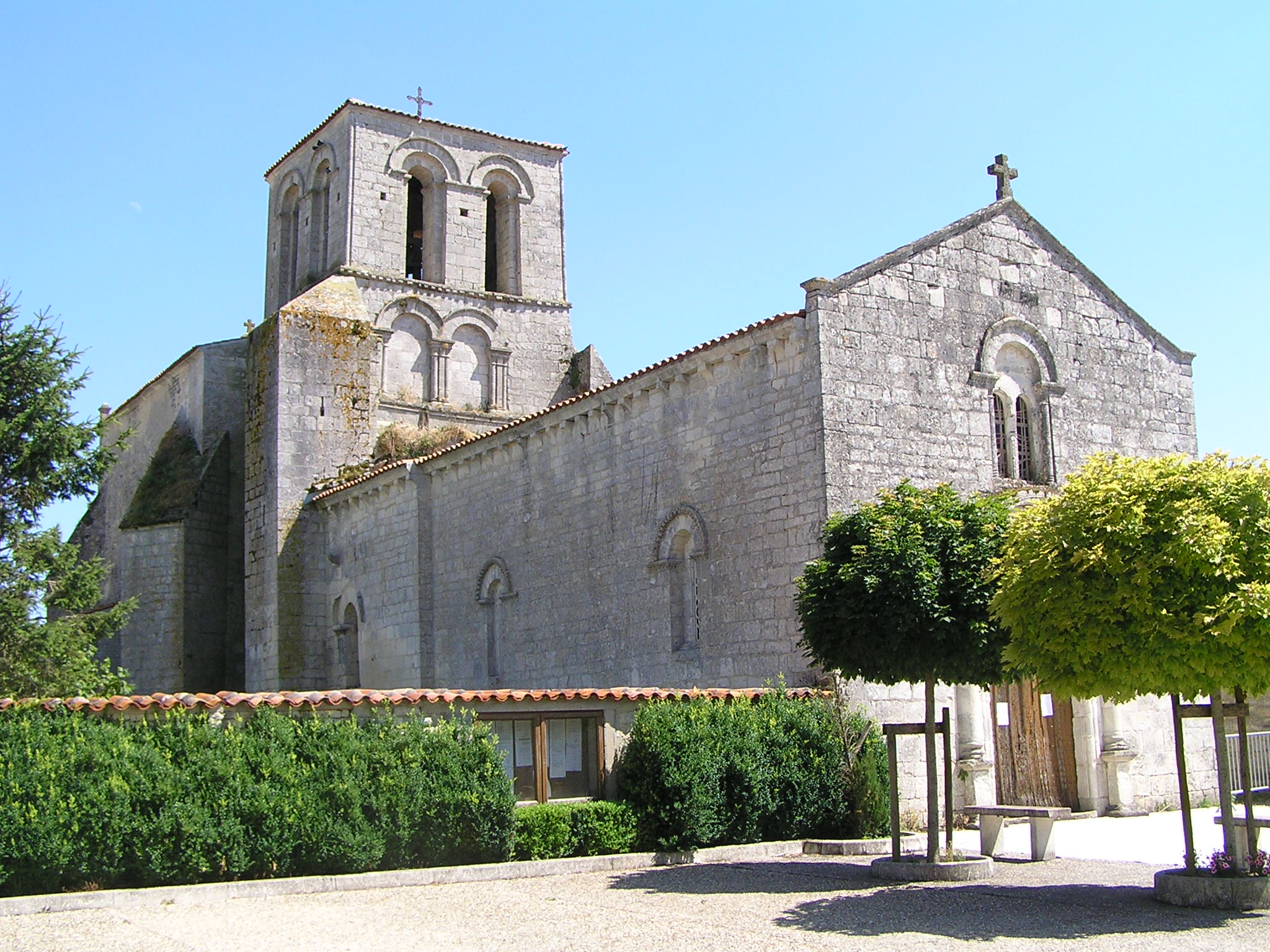
Kirche Saint-Aubin
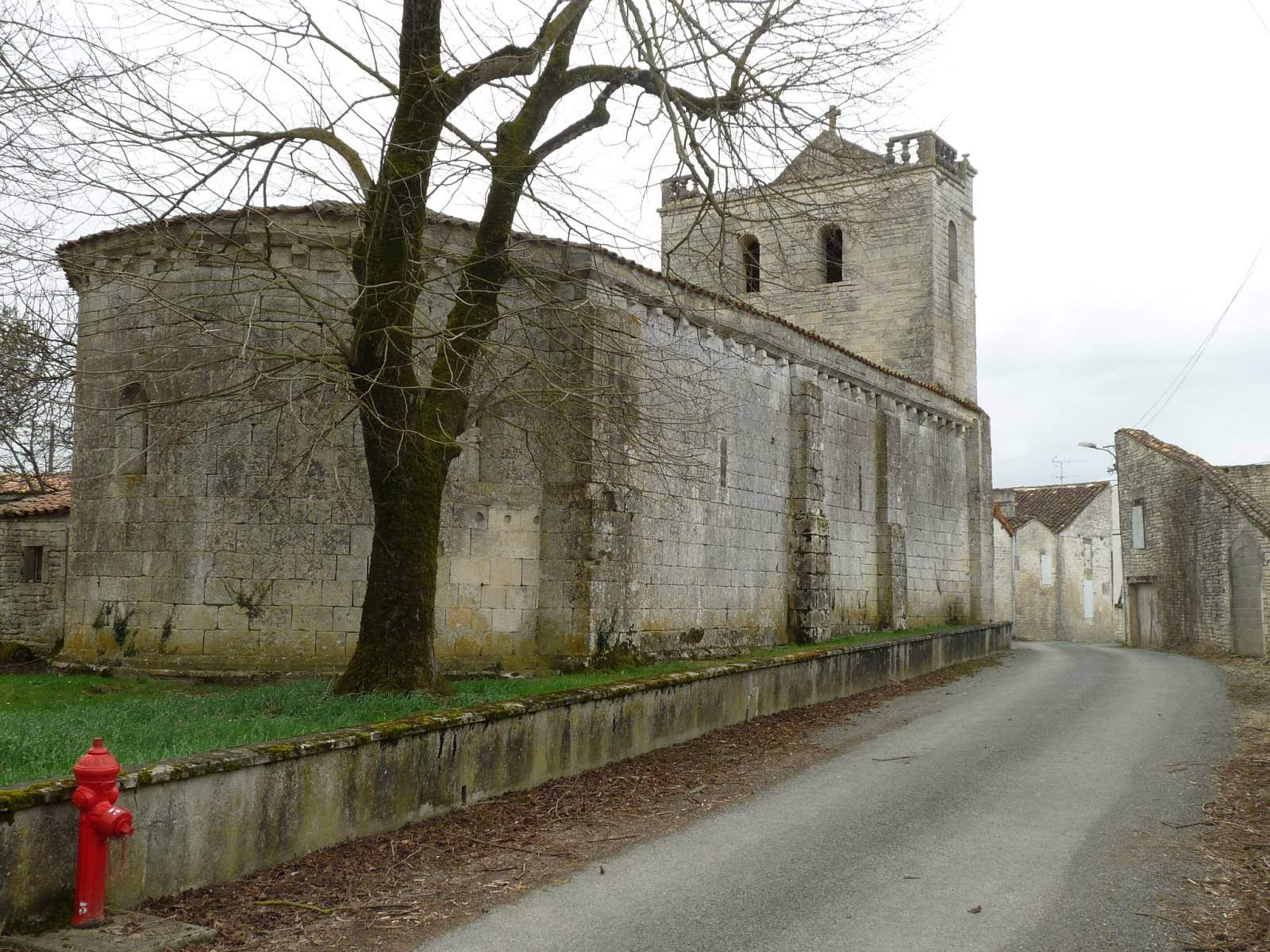
Kirche Notre-Dame